# DUSP13
DUSP13 (англ. Dual specificity phosphatase 13) – білок, який кодується однойменним геном, розташованим у людей на короткому плечі 10-ї хромосоми. Довжина поліпептидного ланцюга білка становить 188 амінокислот, а молекулярна маса — 20 658.
| 10         |  | 20         |  | 30         |  | 40         |  | 50         |
| ---------- |  | ---------- |  | ---------- |  | ---------- |  | ---------- |
| MAETSLPELG |  | GEDKATPCPS |  | ILELEELLRA |  | GKSSCSRVDE |  | VWPNLFIGDA |
| ATANNRFELW |  | KLGITHVLNA |  | AHKGLYCQGG |  | PDFYGSSVSY |  | LGVPAHDLPD |
| FDISAYFSSA |  | ADFIHRALNT |  | PGAKVLVHCV |  | VGVSRSATLV |  | LAYLMLHQRL |
| SLRQAVITVR |  | QHRWVFPNRG |  | FLHQLCRLDQ |  | QLRGAGQS   |  |            |

A: Аланін

C: Цистеїн

D: Аспарагінова кислота

E: Глутамінова кислота

F: Фенілаланін

G: Гліцин

H: Гістидин

I: Ізолейцин

K: Лізин

L: Лейцин

M: Метіонін

N: Аспарагін

P: Пролін

Q: Глутамін

R: Аргінін

S: Серин

T: Треонін

V: Валін

W: Триптофан

Кодований геном білок за функціями належить до гідролаз, протеїн-фосфатаз. 
Задіяний у такому біологічному процесі, як альтернативний сплайсинг. 
Локалізований у цитоплазмі.